# Niasse (mythologie)
Pour les articles homonymes, voir Niasse.
 (novembre 2012).
Si vous disposez d'ouvrages ou d'articles de référence ou si vous connaissez des sites web de qualité traitant du thème abordé ici, merci de compléter l'article en donnant les références utiles à sa vérifiabilité et en les liant à la section « Notes et références ».
Le Niasse, le Kumpo et le Samay sont trois figures traditionnelles dans la mythologie des Diolas en Casamance (Sénégal) et en Gambie.
Ils jouent un rôle important dans la vie sociale de la communauté traditionnelle du village.
Plusieurs fois par an, pendant les Journées culturelles, une fête traditionnelle dans le village est organisée.
Tous les trois sont des figures masquées.
Le Kumpo est entièrement couvert avec des feuilles de palme,
et est considéré comme un Esprit.
Le Niasse et le Samay sont plutôt une personne.
Concernant le Niasse, il n'y a pas de grandes différences avec le Samay. Le type de danse n'est pas le même entre les trois
et les autres différences sont :
| Caractéristique | Samay               | Niasse                     | Kumpo                                          |
| --------------- | ------------------- | -------------------------- | ---------------------------------------------- |
| Bras            | Un seul bras        | Deux bras                  | Entièrement couvert avec des feuilles de palme |
| Cornes          | A des cornes        | N’a pas des cornes         | N’a pas des cornes                             |
| Bâton           | Porte un long bâton | Utilise deux bâtons courts | Un long bâton sur la tête                      |

## Autres figures mythologiques
- Kumpo
- Samay